# Razzo Congreve
Il razzo Congreve è un razzo balistico creato all'inizio del XIX secolo che prese il nome del suo progettista colonnello William Congreve. 

## Storia
Il progetto era basato sui razzi schierati dal Regno di Mysore contro la Compagnia delle Indie Orientali durante la Seconda, la Terza e la Quarta Guerra Anglo-Mysore. Il tenente generale Thomas Desaguliers, comandante della Royal Artillery a Woolwich, fu impressionato dai rapporti sulla loro efficacia e intraprese diversi esperimenti senza successo per produrre le proprie armi a razzo. Diversi razzi Mysorean catturati furono inviati in Inghilterra in seguito all'annessione del regno Mysorean all'India britannica in seguito alla morte di Tipu Sultan nell'assedio di Seringapatam.
Come uno dei primi impieghi, vennero usati con successo in un attacco navale alla città di Boulogne nel 1806, quando 18 barche spararono 200 razzi in 30 minuti. Un'altra circostanza nella quale vennero usati fu l'attacco a Copenaghen del 1807 nel corso del quale vennero lanciati 40.000 razzi che produssero danni terribili col fuoco alla città.
Il Parlamento del Regno Unito autorizzò nel 1809 Congreve a costituire due apposite compagnie militari per l'uso di razzi in battaglia, di cui una affidata direttamente al suo comando e impegnata nella battaglia di Lipsia del 1813.

## Descrizione
Secondo descrizioni dell'epoca i razzi pesavano da pochi a oltre 100 chilogrammi, con una gittata di oltre tre chilometri e costituito da un rivestimento in lamiera di ferro; conteneva una carica più chilogrammi di materiale incendiario o esplosivo e montava un'asta direzionale detta di coda, lunga dai due a otto metri, indispensabile per stabilizzarne la traiettoria.

## Utilizzo
I razzi di Congreve furono adoperati anche in occasione delle successive guerre napoleoniche e restarono in dotazione all'arsenale del Regno Unito fino agli anni cinquanta del XIX secolo. In seguito vennero perfezionati da William Hale che rimosse l'asta di coda, lunga più di 4 metri, e dispose opportunamente gli ugelli da cui usciva il gas di scarico; in questo modo ottenne una rotazione del razzo attorno al suo asse, come i proiettili di artiglieria. I razzi di Hale divennero così più precisi e furono usati dall'esercito degli USA contro il Messico nella guerra del 1846- 1848; in seguito entrarono a fare parte dell'arsenale dell'esercito britannico.
Nel 1865 il colonnello Edward Boxer trovò il modo di potenziare la gittata dei razzi, ponendo due razzi uno dietro l'altro dentro un unico tubo. I razzi di Boxer vennero usati soprattutto come razzi di salvataggio, per lanciare cavi a distanza a navi in difficoltà.